# Emurayden
O Emurayden é um emulador de console de vídeo game Playstation / PSone para computador.

## Design
O Emurayden possui suporte para memory card que é compatível com outros emuladores e pode converter os memory cards de outros tipos. Para o seu funcionamento é necessário usar o joypad para controle ou um simples teclado de computador. O que o torna um dos melhores emuladores atuais é o fato dele não precisar de nenhum plugin específico para configurar. Em outras palavras, é um emulador click and play bem fácil de ser configurado mas com alguns "bugs" .
Este emulador foi compilado usando código do extinto Connectix Virtual Game Station (CVGS).
Este emulador roda quase todos os jogos do Play Station One (a maioria), deixando de fora alguns jogos, entre eles o famoso  game shark por exemplo.
Dentre os principais erros encontrados frequentemente, podemos citar:
- Não é possível retirar o som do emulador, ou seja tem de aturar aqueles sons (de baixa qualidade) de alguns jogos.
- fraca renderização, com muita "pixelização" (objetos mais quadriculados do que o normal)
- muitos jogos quando não se usa um joypad, ficam super acelerados, rodando sem um limite de frames por segundo. Fato este curioso, pois normalmente, quando se conecta um joypad USB, este problema desaparece.

## Desenvolvimento
Emurayden está atualmente em sua versão 2.2, onde diversas melhorias foram feitas em relação à versão 2.1, como aumento do número de jogos suportados, gerenciador de memory card (igual ao do próprio Playstation) entre outras coisas, embora mantenham-se ainda os fracos plugins de vídeo e som. Este é o principal problema hoje do Emurayden, servindo como ótimo "primeiro" emulador, ideal para os jogadores sem conhecimento para configurarem os plugins do Epsxe, por exemplo, um dos melhores emuladores de PSOne da atualidade.
Atualmente o emulador não recebe mais suporte.